# Pieradła
Pieradła – wieś w Polsce położona w województwie świętokrzyskim, w powiecie kieleckim, w gminie Mniów.
W latach 1975–1998 miejscowość administracyjnie należała do województwa kieleckiego.
Przez miejscowość przepływa niewielka rzeka o małym zanieczyszczeniu – Czarna Taraska, dopływ Czarnej.
Wierni Kościoła rzymskokatolickiego należą do parafii św. Jana Chrzciciela w Zaborowicach.